# Scaptomyza anechocerca
Scaptomyza anechocerca är en tvåvingeart som beskrevs av Hardy 1965. Scaptomyza anechocerca ingår i släktet Scaptomyza och familjen daggflugor. Inga underarter finns listade i Catalogue of Life.